# Lisa Rainsberger
Lisa Larsen Rainsberger (auch Lisa Larsen Weidenbach; * 7. Mai 1961) ist eine ehemalige US-amerikanische Marathonläuferin.
1985 gewann sie in Boston ihren ersten Marathon in 2:34:06 h. Weitere Siege gab es 1988 und 1989 beim Chicago-Marathon, 1990 beim Hokkaidō-Marathon und 1993 beim Twin Cities Marathon. 
Heute widmet sie sich ihrer Familie und dem Coaching.

## Persönliche Bestzeiten
- 15 Kilometer: 45:28 h, 18. Juni 1989, Portland (Oregon)